# 花木兰的秘密
《花木兰的秘密》（英語：[The Secret of Mulan] 错误：{{Lang}}：文本有斜体标记（帮助）），是1998年美国Sterling Entertainment Group出品、由Peter Fernandez執導，Elaine Tse 等人配音的动画电影 ，该电影根据《木兰辞》《梁山伯与祝英台》等作品进行改编，该电影主要讲述的花木兰替父出征，保护国家的故事。 该作品并未受到特别多的好评。

## 電影內容
故事发生在一个昆虫王国，某日，甲虫军队入侵了花木兰所在的蝴蝶国家，当时还是毛毛虫的花木兰因为看到父亲已经年老，所以决定替父出征。而在这之后，家里的老鼠佣人因为担心她会出什么意外，于是决定跟随并在途中照顾她。
在她成为军人后，凭借着她出色的作战能力，她和部队们不到击退了甲虫军队，并且她还在途中变成了一只蝴蝶。
故事的最后，因为她对保护国家做出了重大的贡献，所以她自然是受到了王子的喜爱，于是他们相恋了……

## 配音表
- George Bettinger
- Tom Clifford
- Leo Burmester
- Abigail Revasch
- Greg Abbey
- Loren Brown
- Lionel Wilson
- Jack Gwaltney
- Elaine Tse
- Robert Lydiard
- Jeff Bergman
- Lisa DeSimone
- Jonathan Dokuchitz

## 備註
1. ↑  .   [2022-06-12]. （原始内容存档于2022-06-14）.
2. ↑  .   [2022-06-12]. （原始内容存档于2022-06-12）.
3. ↑  .   [2022-06-12]. （原始内容存档于2022-06-14）.